# Supercoppa italiana (tennis tavolo maschile)
La Supercoppa Italiana di tennis tavolo maschile è disputata per la prima volta nel 2018; vi partecipano tutte le squadre iscritte alla serie A1.

## Albo d'Oro
| Edizione | Vincitore                    |
| 2018     | CRAL Comune di Roma          |
| 2019     | Top Spin Messina             |
| 2020     | N.D.                         |
| 2021     | Apuania Carrara Tennistavolo |
| 2022     | Apuania Carrara Tennistavolo |
| 2023     | Apuania Carrara Tennistavolo |
| 2024     | Apuania Carrara Tennistavolo |